# Wahlkreis Arnstadt
Der Wahlkreis Arnstadt war ein Landtagswahlkreis zur Landtagswahl in Thüringen 1990, der ersten Landtagswahl nach der Wiedergründung des Landes Thüringen. Er hatte die Wahlkreisnummer 14.
Der Wahlkreis umfasste den kompletten damaligen  Landkreis Arnstadt mit folgenden Städten und Gemeinden: Alkersleben, Angelroda, Arnstadt, Bittstädt, Bösleben-Wüllersleben, Crawinkel, Dannheim, Dienstedt-Hettstedt, Dörnfeld a. d. Ilm, Dornheim, Ehrenstein, Eischleben, Elleben, Elxleben, Frankenhain, Geilsdorf, Gösselborn, Gossel, Gräfenroda, Griesheim, Großliebringen, Haarhausen, Holzhausen, Ichtershausen, Kettmannshausen, Kirchheim, Liebenstein, Marlishausen, Nahwinden, Neuroda, Neusiß, Niederwillingen, Osthausen-Wülfershausen, Plaue, Rehestädt, Reinsfeld, Röhrensee, Rudisleben, Schmerfeld, Siegelbach, Singen, Stadtilm, Sülzenbrücken, Traßdorf, Wipfra und Witzleben.

## Ergebnisse
Die Landtagswahl 1990 fand am 14. Oktober 1990 statt und hatte folgendes Ergebnis für den Wahlkreis Arnstadt:
| Direktkandidat   | Partei (Kürzel) | Erststimmen (%) | Zweitstimmen (%) |
| ---------------- | --------------- | --------------- | ---------------- |
| Winfried Neumann | CDU             | 41,0            | 45,5             |
|                  | Chr. L          | -               | 00,3             |
|                  | DFD             | -               | 00,8             |
|                  | REP             | -               | 00,7             |
|                  | DBU             | -               | 00,4             |
|                  | DSU             | 04,2            | 03,1             |
|                  | F.D.P.          | 08,4            | 09,4             |
|                  | LL-PDS          | 08,8            | 08,4             |
|                  | NPD             | -               | 00,2             |
|                  | NFGRDJ          | 10,6            | 07,9             |
|                  | SPD             | 21,8            | 23,4             |
|                  | UFV             | 01,7            | 00,9             |

Es waren 49.076 Personen wahlberechtigt. Die Wahlbeteiligung lag bei 73,2 %.  Als Direktkandidat wurde Winfried Neumann (CDU) gewählt. Er erreichte 41,0 % aller gültigen Stimmen.